# Network File System (protokół)
Network File System (NFS) – oparty na UDP lub TCP protokół zdalnego udostępniania systemu plików. Standardowy port NFS to 2049.
NFS jest de facto standardowym sieciowym systemem plików na systemach uniksowych.
Inne protokoły udostępniające taką usługę, jak np. Coda, nie zyskały dużej popularności.
NFS został opracowany przez Sun Microsystems.
Z NFS wiąże się wiele problemów – przede wszystkim bardzo trudno zapewnić, że dana operacja została wykonana.
Scenariusz prawidłowego działania to:
- żądanie zostaje wysłane przez klienta
- żądanie zostaje odebrane przez serwer
- operacja zostaje wykonana
- potwierdzenie zostaje wysłane przez serwer
- potwierdzenie zostaje odebrane przez klienta.

Jeśli między odebraniem żądania a wysłaniem potwierdzenia wystąpi błąd, klient może się nie dowiedzieć, czy operacja została wykonana.
Istnieją serwery NFS zarówno w przestrzeni użytkownika jak i w przestrzeni jądra (np. w nowych Linuksach).